# Хучжу-Туський автономний повіт
36°50′08″ пн. ш. 101°57′19″ сх. д. / 36.83559° пн. ш. 101.95529° сх. д.
Хучжу-Туський автономний повіт (кит. 互助土族自治县, пін. Hùzhù Tŭzú Zìzhìxiàn) — один із повітів КНР у складі префектури Хайдун, провінція Цинхай. Адміністративний центр — містечко Вейюань.

## Географія
Хучжу-Туський автономний повіт лежить на висоті понад 2500 метрів над рівнем моря у нижній течії річки Датун (басейн Хуанхе).

### Клімат
Повіт знаходиться у зоні, котра характеризується вологим континентальним кліматом. Найтепліший місяць — липень із середньою температурою 15,3 °C. Найхолодніший місяць — січень, із середньою температурою -9,7 °С.
| Клімат повіту Хучжу-Ту  | Клімат повіту Хучжу-Ту | Клімат повіту Хучжу-Ту | Клімат повіту Хучжу-Ту | Клімат повіту Хучжу-Ту | Клімат повіту Хучжу-Ту | Клімат повіту Хучжу-Ту | Клімат повіту Хучжу-Ту | Клімат повіту Хучжу-Ту | Клімат повіту Хучжу-Ту | Клімат повіту Хучжу-Ту | Клімат повіту Хучжу-Ту | Клімат повіту Хучжу-Ту | Клімат повіту Хучжу-Ту |
| Показник                | Січ.                   | Лют.                   | Бер.                   | Квіт.                  | Трав.                  | Черв.                  | Лип.                   | Серп.                  | Вер.                   | Жовт.                  | Лист.                  | Груд.                  | Рік                    |
| Середній максимум, °C   | 1                      | 3,8                    | 8,3                    | 14                     | 17,9                   | 20,5                   | 22,6                   | 22                     | 17,6                   | 12,6                   | 7,2                    | 2,5                    | 12,5                   |
| Середня температура, °C | −9,7                   | −5,7                   | 0                      | 5,9                    | 10,5                   | 13,4                   | 15,3                   | 14,3                   | 10,3                   | 4,6                    | −2,1                   | −7,9                   | 4,1                    |
| Середній мінімум, °C    | −17,6                  | −13,2                  | −6,4                   | −0,8                   | 3,6                    | 6,7                    | 8,8                    | 8,1                    | 5                      | −0,7                   | −8,4                   | −15,1                  | −2,5                   |
| Норма опадів, мм        | 2.7                    | 4.1                    | 15.3                   | 28.5                   | 64.5                   | 76.8                   | 96.2                   | 99.3                   | 77.4                   | 30                     | 5.7                    | 2                      | 502.5                  |
| Вологість повітря, %    | 50                     | 49                     | 54                     | 56                     | 60                     | 69                     | 74                     | 76                     | 77                     | 72                     | 62                     | 55                     | 62.8                   |
| ----------------------- | ---------------------- | ---------------------- | ---------------------- | ---------------------- | ---------------------- | ---------------------- | ---------------------- | ---------------------- | ---------------------- | ---------------------- | ---------------------- | ---------------------- | ---------------------- |
| Джерело: data.cma.cn    |                        |                        |                        |                        |                        |                        |                        |                        |                        |                        |                        |                        |                        |